# Collegio inglese di Douai
Il Collegio inglese di Douai (Collegium Anglorum Duacense in latino) fu un seminario cattolico fondato nel 1568 a Douai (in italiano storico Doagio o Duagio) dal presbitero inglese William Allen con lo scopo di formare il clero cattolico inglese all'epoca delle persecuzioni subite dai cattolici in Inghilterra e in Galles da parte di Elisabetta I e dei suoi successori. Fu attivo fino al 1793. 
È noto per una traduzione della bibbia nota come Bibbia di Douai, che è antecedente alla Bibbia di Re Giacomo.

## Storia

### Dalla fondazione al XVIII secolo
I sacerdoti del seminario sono i presbiteri ordinati nei seminari inglesi sul continente europeo in seguito all'introduzione di leggi che vietano il cattolicesimo in Gran Bretagna. Il termine apparve per la prima volta in un decreto parlamentare del 1585.

Il termine «sacerdote del seminario» serve, in particolare, a distinguerli rispetto a coloro che erano si erano formati sulla madrepatria in un'epoca precedente, in particolare al tempo della regina Maria I (1553-1558). Questi ultimi, spesso chiamati “sacerdoti maristi”, così come quelli che li avevano preceduti, furono infatti ordinati sacerdoti in un periodo precedente l'istituzione del seminario come luogo precipuo per la formazione dei sacerdoti. 
I sacerdoti maristi non erano quindi sacerdoti del seminario perché furono ordinati negli anni precedenti la celebrazione del Concilio di Trento, che istituì i seminari.
La fondazione del Collegio si deve al teologo inglese William Allen. Fedele alla Chiesa cattolica, Allen aveva rinunciato a una rapida carriera nella Chiesa inglese per trasferirsi sul continente, nelle Fiandre. Dopo essere stato ordinato sacerdote a Malines, fondò nel 1568 il primo collegio inglese sul Continente, a Douai, di cui divenne poi professore. L'idea gli venne durante una conversazione con il professor Jean Vendeville, con il quale Allen si era recato in pellegrinaggio a Roma nell'autunno del 1567. Il Collegio vide la luce quando Allen prese in affitto una casa a Douai il giorno di San Michele (29 settembre) 1568. Il collegio fu aperto nel 1569, in un fortunato periodo, quando a Douai stavano nascendo collegi simili per il clero cattolico scozzese e irlandese (così come istituzioni benedettine, francescane e gesuite). Successivamente sorsero seminari per la formazione dei sacerdoti inglesi e gallesi in altre città dell'Europa cattolica come Roma (dal 1579), Valladolid (dal 1589), Siviglia (dal 1592), Saint-Omer (poi a Bruges e Liegi) dal 1593, e Lisbona (dal 1628).
Lo scopo di Allen era quello di riunire alcuni dei tanti cattolici inglesi che vivevano in esilio in diversi paesi del continente, aiutarli a continuare la loro istruzione e così formare un gruppo di presbiteri cattolici inglesi istruiti, pronti per una riconversione al cattolicesimo dall'Inghilterra, come previsto da Allen nel prossimo futuro. Il collegio di Douai corrispondeva, allo stesso tempo, al tipo di seminario prescritto dal Concilio di Trento, di cui costituì una delle prime attuazioni. Fu in questa veste che ricevette l'approvazione pontificia poco dopo la sua fondazione.
Nei suoi primi anni, il Collegio dipese da donazioni private (provenienti dall'Inghilterra) e dalla generosità di alcuni amici locali, in particolare i vicini monasteri di Saint-Vaast d'Arras , Anchin e Marchiennes. Solo Allen riceveva uno stipendio fisso, grazie a una borsa di studio annuale finanziata dal re di Spagna Filippo II, che il teologo devolveva interamente all'istituzione. Dal 1565 il Collegio Inglese di Douai ricevette un regolare finanziamento dalla Santa Sede: quell'anno papa Gregorio XIII approvò una pensione mensile di 100 scudi d'oro, che continuò ad essere pagata fino alla Rivoluzione francese.
In Inghilterra l'esercizio del ministero di sacerdote cattolico costituiva un reato di alto tradimento punibile con l'impiccagione e lo squartamento. I missionari di Douai erano considerati «agenti papali» intenti a rovesciare la regina. 
Dei circa trecento sacerdoti inviati da Douai in Inghilterra alla fine del XVI secolo, ben 158 (appartenenti principalmente al clero secolare, noti come i «Martiri di Douai») furono giustiziati in questo modo. Molti altri furono anche imprigionati e quasi centosessanta, espulsi, dovettero tornare nel continente.

Più precisamente, si definiscono Martiri di Douai i sacerdoti missionari per i quali è accertata la morte violenta tra il 1577 e il 1680 per opera dello stato inglese. Il primo dei sacerdoti del seminario a morire per la fede fu San Cuthbert Mayne, giustiziato a Launceston, in Cornovaglia, il 29 novembre 1577. L'ultimo fu Thomas Thwing, impiccato, sviscerato e squartato a York il 23 ottobre 1680.

Più di ottanta di essi furono beatificati il 15 dicembre 1929 da Papa Pio XI; la memoria liturgica di questi martiri viene celebrata il 29 ottobre.
Il collegio inglese di Douai fu trasferito nella città francese di Reims negli anni tra il 1578 e il 1593. Nel 1578 infatti il Collegio dovette subire l'opposizione della città di Douai e della locale università. Tutti gli inglesi residenti a Douai furono espulsi. Maestri e allievi si dispersero per fondare il collegio inglese di Reims e quello di Roma. L'istituzione mantenne comunque la propria sede a Douai e vi ritornò nel 1593 ma senza Allen, nominato cardinale nel 1587 e che era stato chiamato a risiedere a Roma (dove morì il 16 ottobre 1594). Dopo il ritorno a Douai il Collegio ricevette il privilegio di celebrare una solenne messa di ringraziamento ogni qualvolta giungeva la notizia del martirio di un proprio sacerdote.
Il successore di Allen fu Richard Barrett († 1599). La data ufficiale d'inizio del suo operato è il 31 ottobre 1588. Barrett fondò una scuola per l'insegnamento delle arti del trivio, (ovvero le discipline umanistiche), allargando il numero degli allievi di Douai all'età adolescenziale. Il successore di Barrett, Thomas Worthington (1549-1627) fondò un college per persone già consacrate.
Nel 1667 la città di Doui fu occupata dall'esercito di re Luigi XIV e fu annessa alla Francia, cui appartiene tuttora. Douai divenne sempre più importante per i cattolici inglesi quando le loro speranze di un ritorno dell'Inghilterra al cattolicesimo furono deluse dal fallimento delle ribellioni giacobite.

### La rivoluzione francese e la chiusura

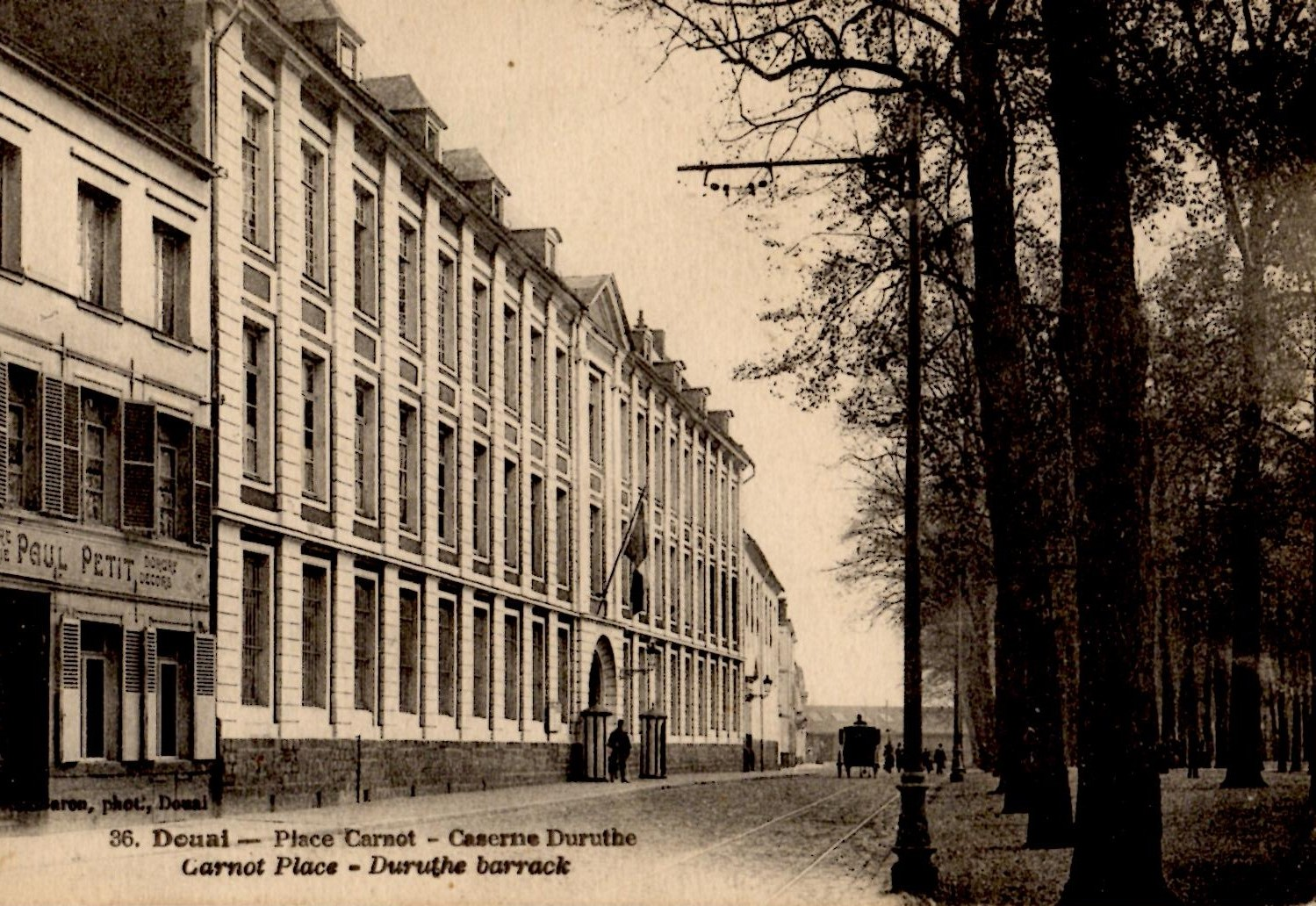
Cartolina postale del 1910 circa raffigurante l’edificio che ospitava il Collegio inglese di Douai al momento del suo scioglimento nel 1793.

Durante il resto del diciottesimo secolo, non ci furono cambiamenti politici importanti fino allo scoppio della Rivoluzione. Nella prima metà del secolo, su iniziativa del presidente Robert Witham (1715-1738), considerato un secondo fondatore, il Collegio inglese fu ricostruito su vasta scala e venne risanato il bilancio.
All'inizio della Rivoluzione, Douai fu molto meno colpita di molte altre città francesi, e nei primi giorni il Collegio conservò il proprio carattere confessionale. Sotto il regime del Terrore invece subì la stessa sorte di molte istituzioni simili. Quando nel 1791 tutto il clero della città di Douai fu chiamato a prestare giuramento alla Costituzione civile del clero, i membri del collegio inglese chiesero di esserne esentati in virtù della loro nazionalità britannica. Fu concessa una dilazione.
La decapitazione di Luigi XVI e la dichiarazione di guerra dell'Inghilterra alla Francia i docenti e gli studenti degli istituti britannici si resero conto che la loro immunità era finita e fuggirono in Inghilterra. Rimase invece al suo posto il presidente John Daniel nella speranza di salvare il collegio. Nell'ottobre 1793, Daniel fu portato in prigione a Doullens (Piccardia) insieme a sei monaci benedettini inglesi rimasti per lo stesso motivo e al dottor Stapleton, presidente del Collegio di Saint-Omer (vedi sopra) e ai suoi allievi. Nel novembre 1794 fu permesso agli studenti inglesi di tornare a Douai; pochi mesi dopo Stapleton riuscì a ottenere il loro rilascio e il permesso di tornare in Inghilterra.
In Inghilterra, dove nel frattempo le leggi penali erano state abrogate, fondarono due collegi per continuare l'opera educativa, uno a nord e uno a sud: 
- a nord: Crook Hall, nella contea di Durham (successivamente trasferita all'Ushaw College , nella contea di Durham);
- a sud: il St. Edmund's College , Old Hall, a Ware, nell'Hertfordshire. La pensione papale istituita nel 1565 fu divisa equamente tra i due collegi, fino a quando i francesi occuparono Roma nel 1799, allorché cessò di essere versata.

Con la Restaurazione borbonica gli edifici furono restituiti ai legittimi proprietari. Il governo francese pagò una grossa somma di denaro al governo britannico per indennizzare coloro che avevano sofferto a causa della rivoluzione, anche se nulla di tutto ciò raggiunse i cattolici. Il college inglese non sarebbe mai più tornato a Douai.

## Cronotassi dei Presidenti

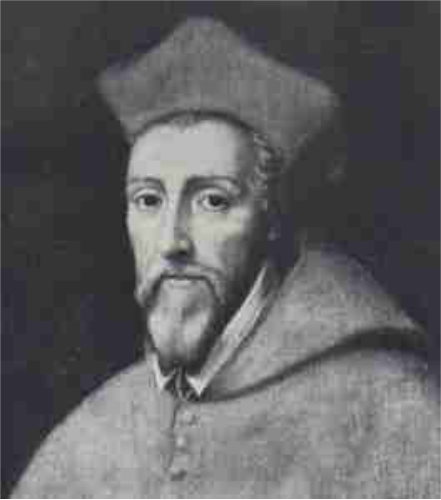
Il fondatore del Collegio inglese di Douai, il cardinale William Allen

- William Allen (fondatore), 1568-1587
- Richard Barrett, 1588-1599
- Thomas Worthington, 1599 - 1613
- Matthew Kellison, 1613-1641
- George Muscott, 1641-1645
- William Hyde, 1646-1651
- George Leyburn, 1652-1670
- John Leyburn (nipote del precedente), 1670-1676
- Francis Gage, 1675-1682
- James Smith, 1682-1688
- Edward Paston, 1688-1714
- Robert Witham, 1715-1738
- William Thornburgh, 1738-1750
- William Green, 1750-1770
- Henry Tichborne Blount, 1770-1781
- William Gibson, 1781-1790
- Edward Kitchen, 1790 - 1792
- John Daniel, 1792-1795

## La Bibbia di Douai
Nel 1609 fu completata al Collegio la prima traduzione inglese della Bibbia, oggi nota come Bibbia di Douai-Rheims. Vi collaborarono:
- Gregory Martin (1542-1582 circa, capo dell'équipe di traduttori)
- Thomas Worthington (1549-1627, fu anche presidente del Collegio)
- Richard Bristow (1538-1581)
- William Reynolds (1544 ca. - 1595)

## Studenti del Collegio inglese di Douai
I venti «Martiri di Douai» canonizzati
- Cutberto Mayne († 1577)
- Alessandro Briant († 1581)
- Edmondo Campion († 1581)
- Rodolfo Sherwin († 1581)
- Giovanni Payne († 1582)
- Luca Kirby († 1582)
- Edmondo Gennings († 1591)
- Eustachio White († 1591)
- Polidoro Plasden († 1591)
- Giovanni Boste († 1594)

- Roberto Southwell († 1595)
- Enrico Walpole († 1595)
- Giovanni Almond († 1612)
- Edmondo Arrowsmith († 1628)
- Ambrogio Barlow († 1641)
- Albano Roe († 1642)
- Enrico Morse († 1645)
- Giovanni Southworth († 1654)
- Giovanni Wall († 1679)
- Giovanni Kemble († 1679)

Esegeti della Bibbia
- Richard Challoner (1691-1781). Fu anche Vicario apostolico del Distretto di Londra
- George Leo Haydock (1774-1849)

Vescovi
- Georg Anton von Rodenstein (1579-1652), principe vescovo di Worms
- Charles Walmesley (1722-1797), Vicario apostolico del Distretto occidentale

Altri
- John Bodey († 1583), martire
- George Ravenscroft (1632-1683), imprenditore
- Alban Butler (1710-1773), teologo ed agiografo
- John Francis Wade (1711-1786), autore del canto natalizio Adeste fideles